# Prima Max
Prima Max je pátý televizní kanál společnosti FTV Prima, který začal vysílat v pátek 20. listopadu 2015 ve 20 hodin a 11 minut. Licenci získal na dobu 12 let. Prvním vysílaným filmem se stal americký snímek Vlk z Wall Street.

## Program
Program stanice primárně míří na diváky ve věku 25–45 let a na rodiče s dětmi se zaměřením především na zahraniční tvorbu. Objevují se zde i reprízy některých pořadů vlastní tvorby z hlavního kanálu.
Z počátku vysílal minimálně 15–18 hodin denně, v budoucnu se mělo vysílání rozšířit na 24 hodin. Večery jsou tematicky rozděleny na Oddychové pondělky, Akční úterky, Středy pro náročné, České čtvrtky, Pátky s klasikou a Víkendové mixy.[zdroj?]

## Sledovanost
Průměrný podíl nového kanálu dosáhl za první dny vysílání přes 2 % u skupiny diváků 15+ a více než 3 % ve skupině 15–54 let.
Film Vlk z Wall Street vidělo 135 tisíc diváků. Druhý den večer sledovalo premiéru filmu Total Recall 121 tisíc diváků.

## Jak naladit
Stanici Prima Max je možno naladit bezplatně v DVB-T2 Multiplexu 22.
Je také součástí nabídek vybraných kabelových a IPTV operátorů, například UPC ČR, O2 TV atd.
Lucemburská společnost M7 Group, vlastník satelitní platformy Skylink, spustila na satelitu vysílání stanice Prima Max HD 25. ledna 2016.